# Tall Maszhan
Tall Maszhan – wieś w Syrii, w muhafazie Al-Hasaka. W 2004 roku liczyła 1479 mieszkańców.